# Sàtir (arquitecte)
Sàtir (grec antic: Σάτυρος, llatí: Satyrus) va ser un arquitecte grec nascut probablement a Priene, a la Jònia, el segle iv aC.
Va ser, juntament amb Fileu, un dels constructors del Mausoleu d'Halicarnàs, considerat una de les Set meravelles del món antic i dedicat per la reina Artemísia II al seu marit Mausol, sàtrapa de Cària. Hom el sap autor de dues estàtues, una d'Idrieu i l'altra d'Ada de Cària, successors d'Artemísia a Cària, estàtues que van ser enviades a Delfos i que s'han perdut. Plini el Vell parla d'un Sàtir, que potser és el mateix, que va traslladar en temps de Ptolemeu II Filadelf a Egipte un obelisc pel riu Nil, de la pedrera fins a la seva destinació.
Va escriure una descripció del Mausoleu que és esmentada per Vitruvi.